# Seznam romunskih šahistov
Seznam romunskih šahistov.

## A
- Adolf Albin

## B
- Irina Bulmaga

## C
- Victor Ciocâltea

## F
- Cristina-Adela Foişor
- Sabina-Francesca Foişor

## G
- Florin Gheorghiu

## I
- Andrei Istrăţescu

## L
- Constantin Lupulescu

## M
- Georg Marco (1863-1923) (romunsko-avstrijski)
- Mihail Marin
- Käty van der Mije-Nicolau

## N
- Liviu-Dieter Nisipeanu

## S
- Sergiu Samarian
- Mihai Suba